# Bathyraja cousseauae
Bathyraja cousseauae es una especie de pez de la familia de los Rajidae en el orden de los Rajiformes.

## Morfología
Los machos pueden llegar a alcanzar los 86 cm de longitud total.

## Reproducción
Es ovíparo y las hembras ponen huevos envueltos en una cápsula córnea.

## Hábitat
Es un pez marino demersal de clima subtropical que vive de 119 a 284 m de profundidad.

## Distribución geográfica
Se encuentra en el océano Atlántico suroccidental: mar del Plata y el norte de la Patagonia (la Argentina).

## Observaciones
Es inofensivo para los humanos.